# William Ockley
William Ockley (auch Ogle) († nach Oktober 1330) gilt als einer der Mörder des abgesetzten englischen Königs Eduard II.

## Rolle beim Tod von Eduard II.
William Ockley war ein Men-at-arms aus dem Gefolge von Roger Mortimer. Nach der gescheiterten Rebellion von Mortimer gehörte er 1322 zu den sechs Männern, die zum Gefolge von Mortimers Frau Joan während ihrer Gefangenschaft gehörten. 1326 konnte Mortimer jedoch den englischen König Eduard II. stürzen. In der Folge wurde er zum eigentlichen Regenten Englands, während der abgesetzte König zunächst in Kenilworth und dann ab April 1327 in Berkeley Castle inhaftiert wurde. Mortimer übertrug die Verantwortung für den König an Thomas de Berkeley und John Maltravers, die ihrerseits Thomas Gurney und Ockley mit der Bewachung beauftragten. Offenbar gab es jedoch mehrere Versuche von Anhängern des gestürzten Königs, diesen aus der Gefangenschaft zu befreien. Im Herbst 1327 soll Ockley dann einen Brief von Mortimer nach Berkeley Castle gebracht haben. In diesem Brief soll Mortimer Maltravers und Thomas Gurney aufgefordert haben, unverzüglich zu handeln, um eine größere Gefahr abzuwenden. Daraufhin soll Ockley Maltravers und Gurney geholfen haben, vor dem 22. September Eduard II. zu ermorden.

## Verurteilung, Flucht und Verschwinden
Im Oktober 1330 stürzte der junge König Eduard III. in einem Staatsstreich Mortimer. Mortimer wurde vor Gericht als Verräter verurteilt und hingerichtet. Im November 1330 wurde während einer Parlamentsversammlung Ockley zusammen mit Gurney beschuldigt, Eduard II. ermordet zu haben. Da Ockley offenbar aus England geflüchtet war, wurde er in Abwesenheit zum Tod verurteilt. Auf seine Ergreifung wurde ein Kopfgeld von 100 Mark lebend oder £ 40 tot ausgesetzt. Während eines weiteren Gerichtsverfahrens im März 1331 wurden die Beschuldigungen gegen Ockley bekräftigt. Ockleys weiteres Schicksal bleibt jedoch unbekannt. Möglicherweise war Ockley der mysteriöse William le Galeys, den Eduard III. 1338 in Deutschland traf. Dieser William le Galeys soll viele Details über die Gefangenschaft von Eduard II. gewusst haben, doch die These, dass es sich bei der Person um Ockley gehandelt hätte, ist umstritten.

## Bewertung
Ob Mortimer Gurney und Ockley tatsächlich anwies, den König zu ermorden, oder ob die Wärter nach den wiederholten Versuchen, den König zu befreien, diesen eigenmächtig ermordeten, kann nicht geklärt werden. Möglicherweise starb der König auch eines natürlichen Todes.